# HD 76805
HD 76805 (nota anche come H Velorum) è una stella bianco-azzurra nella sequenza principale di magnitudine 4,7 situata nella costellazione delle Vele. Dista 376 anni luce dal sistema solare.

## Osservazione
Si tratta di una stella situata nell'emisfero celeste australe. La sua posizione è fortemente australe e ciò comporta che la stella sia osservabile prevalentemente dall'emisfero sud, dove si presenta circumpolare anche da gran parte delle regioni temperate; dall'emisfero nord la sua visibilità è invece limitata alle regioni temperate inferiori e alla fascia tropicale. La sua magnitudine pari a 4,7, fa sì che possa essere scorta solo con un cielo sufficientemente libero dagli effetti dell'inquinamento luminoso.
Il periodo migliore per la sua osservazione nel cielo serale ricade nei mesi compresi fra dicembre e maggio; nell'emisfero sud è visibile anche all'inizio dell'inverno, grazie alla declinazione australe della stella, mentre nell'emisfero nord può essere osservata limitatamente durante i mesi della tarda estate boreale.

## Caratteristiche fisiche
La stella è una stella bianco-azzurra di sequenza principale; la sua massa è 5 volte quella solare e l'età è stimata essere di circa 16 milioni di anni.
Possiede una magnitudine assoluta di -0,61 e la sua velocità radiale positiva indica che la stella si sta allontanando dal sistema solare.

## Sistema stellare
HD 76805 è un sistema stellare formato da due componenti. La componente principale A è una stella di magnitudine 4,7. La componente B è di magnitudine 7,5, separata da 2,7 secondi d'arco da A e con angolo di posizione di 339 gradi.